# Šumska prženica
Šumska prženica (lat. Knautia dipsacifolia) biljna je vrsta iz roda prženica (Knautia) u potporodici porodice Dipsacoideae. 
U Hrvatskoj raste po šumama. Nekada je korištena kao ljekovita biljka, a mlada se biljka smatra jestivom.